# 视频文件术语列表
视频文件术语是指目前网络上各种主流视频文件格式、版本、以及各类简称等相关术语。

## 格式
AVI包含：avi文件。特点：文件比较大，但是清晰度很高，接近DVD的版本。
Windows Media包含：wmv、wmp、wm、asf文件。是由微软制定的一系列视频文件格式。特点：
MPEG包含：mpg、mpeg、mpe、m1v、m2v、mpv2、mp2v、dat、ts、tp、tpr、pva、pss文件。特点
Real包含：rm、ram、rmvb、rpm文件。是由RealPlayer制定的一系列文件格式。特点：具有很高的压缩率。但是清晰度比较差，特别是RM视频文件。自从出现了RMVB以后，便有些改观。RMVB是可变比特率压缩格式，在简单的图形中进行低比特率的压缩，而对于复杂的画面则进行比较高比特率的压缩。故压缩后的RMVB文件具备较高的清晰度，也有可观的文件大小。目前是网络上主流的文件格式。